# Амараси
Амара́си — историческое государственное образование, существовавшее на территории современной Индонезии в западной части острова Тимор. В XVII — XVII веках находилось в колониальной зависимости от Португалии, позднее перешло под контроль Нидерландов как часть Нидерландской Ост-Индии.

## Ранняя история

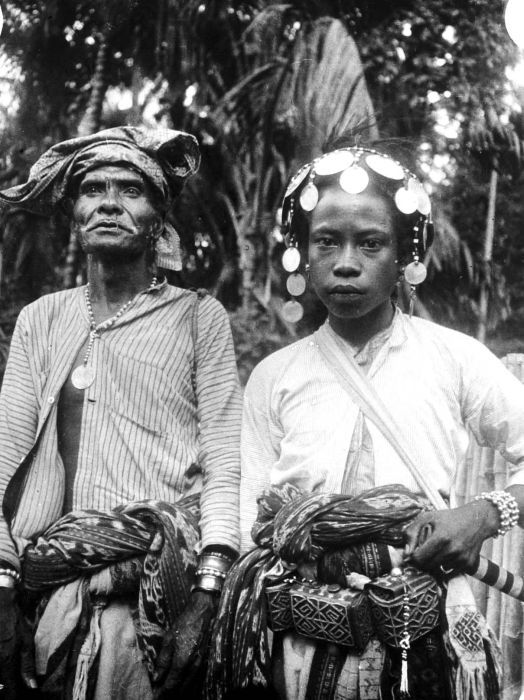
Священники Амарази: отец и сын.

О происхождении Амараси упоминается в различных легендах. Самая старая из них указывает, что они  прибыли из королевства Вефали. Член королевской семьи, Нафи-Раси случайно разбил ценную чашу, и был вынужден бежать из-за гнева своих  братьев и сестёр. Со своими последователями, Нафи отправился в Бебоки-Инсану, на южном побережье Западного Тимора. Благодаря наличию огнестрельного оружия, которое он приобрёл вероятно у Португальцев, сумел основать новое королевство. Новые люди, позже прибывшие из Белу, укрепили позицию Нафи Раси. Несмотря на предполагаемое белунийское происхождение, население Амараси принадлежали к народам атони, разговаривая на диалекте уаб мето. 
Европейские источники упоминали, что королевство Амараси было могущественным образованием на Западном Тиморе в начале 17 века. Королевство находилось под сильным влиянием католической церкви за счёт доминиканских миссионеров в 1630-х годах, что было очень важно для португальских колонизаторов. В результате позже  королевство Амараси вело борьбу с Ост-Индской компанией, которая пыталась укрепить свою власть на Тиморе, чтобы добывать там коммерчески ценное сандаловое дерево. Амараси одержали крупную победу, разгромив голландскую экспедицию во главе с Арнольдом ван де Вламингом Аудсхорном (1656 год). После этого в течение века королевство оставалось вассалом Португалии, параллельно давая отпор набегам, организованных в рамках Ост-Индской компании, по факту это была пассивная война и охота за головами. По факту Амарази считались главной опорой португальской власти на Тиморе в ту эпоху.

## Под властью голландцев
В 1749 году войны Амараси приняли участие с топассами в крупномасштабной военной антиголландской компании в Купанге. В результате голландцы одержали победу, Топассы были полностью разгромлены, а войска Амараси кинулись в бегство и впоследствии королевство попало под власть Ост-Индии. В 1752 году королевство Амараси предприняло попытку выйти из нового голландского владычества, и обратно присоединиться к португальскому лагерю. В результате голландцы учинили погромы, убив или захватив часть жителей в качестве рабской силы, в результате король Амараси покончил самоубийством. Проводить собрания королевству было разрешено только через несколько лет на своих старых землях. Само ослабление королевства оставалось в интересах голландцев вплоть до 1940-х годов.
В 1820-е годы Амараси состояли из трёх регионов: Буварейн под предводительством верховного правителя (Най Джуфа Наек) и два вассальных образования - Талба и Хоумен. В 19 веке было образовано уже 5 регионов. Все районы находились под непосредственным владычеством раджи (короля), каждый регион возглавлял амаф (староста). В 1930 году население Амараси составляло 16832 человек, а его площадь составляла около 740 км2. Во время японской оккупации Индонезии, (1942-1945) короля Амараси Х. А .Хороха обвинили в сотрудничестве с японцами, который набирал женщин для станций утешения и набирал среди рабочего населения ромуся, работавших на японцев. После капитуляции Японии, раджа начал выступать категорически против возвращения голландского правления. В первые годы после достижения независимости Индонезии в 1949 году Амараси впервые за многие века стало самостоятельным княжеством, однако в 1962 году княжество перестало существовать, после того, как индонезийская республика отменила традиционное управления Тимора. В настоящее время территория княжества входит в состав индонезийской провинции Восточные Малые Зондские острова.

## Галерея

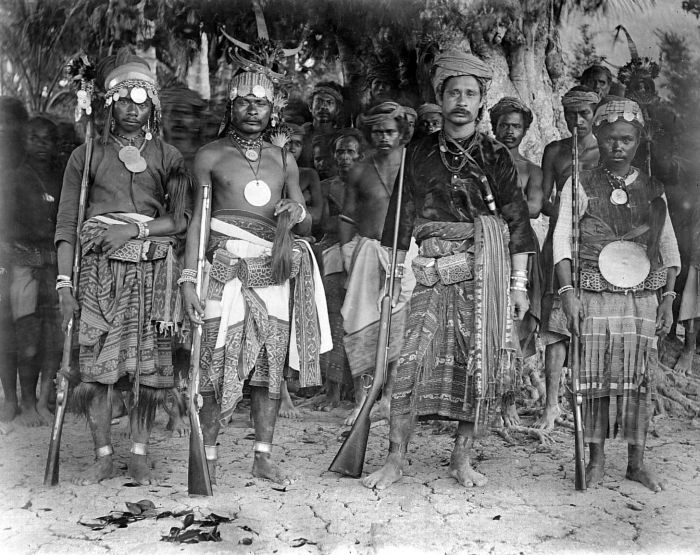
Король Амараси со своей свитой
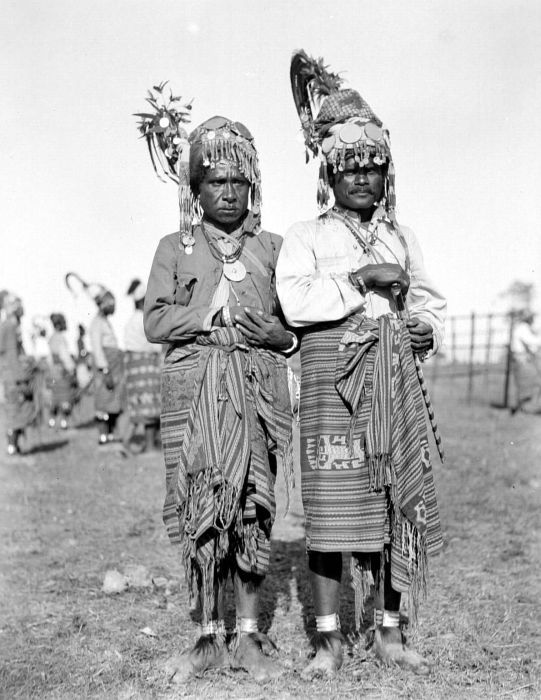
2 высокопоставленных представителя Амараси
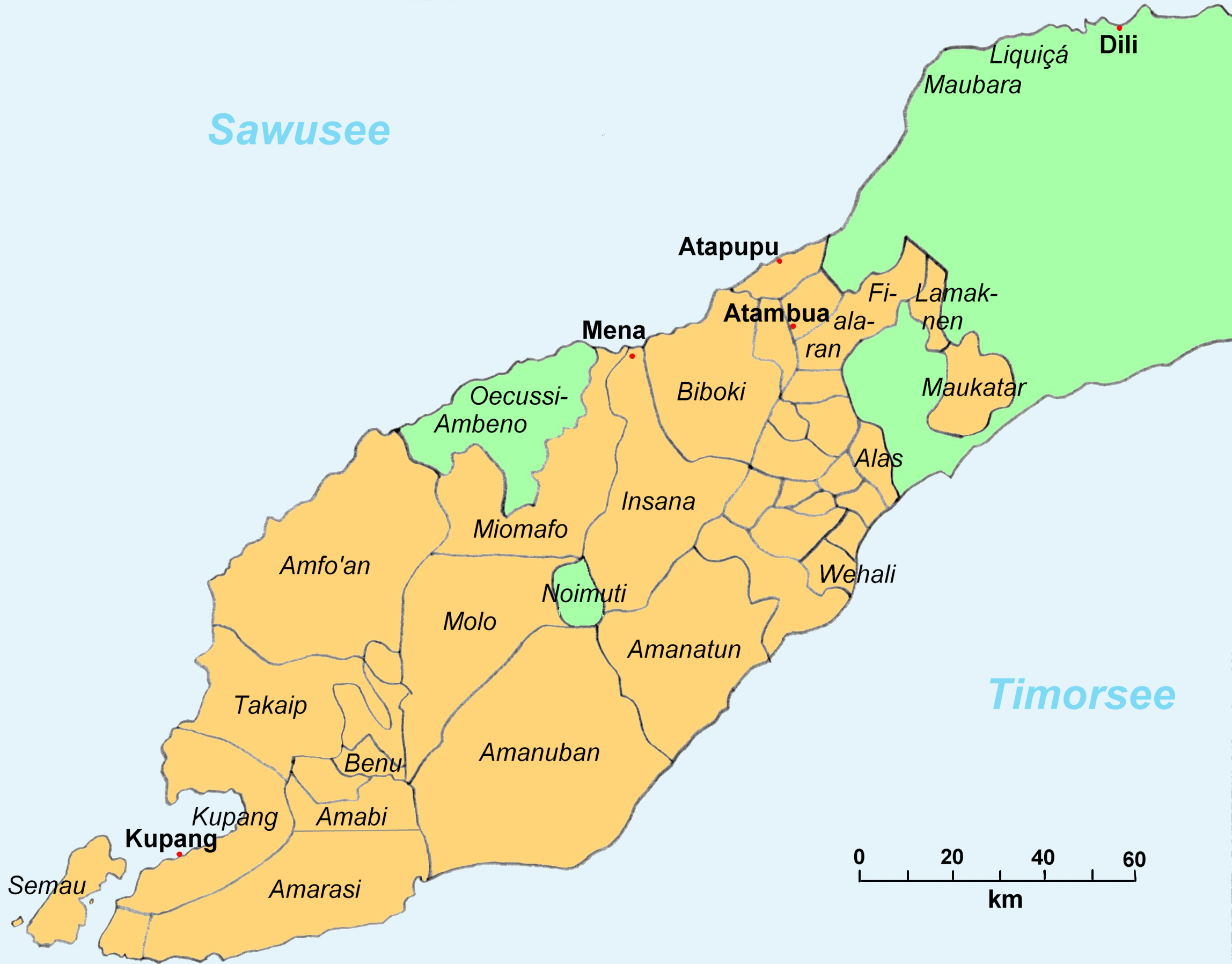
Границы княжества Амараси в эпоху голландского владычества, 1911 год.
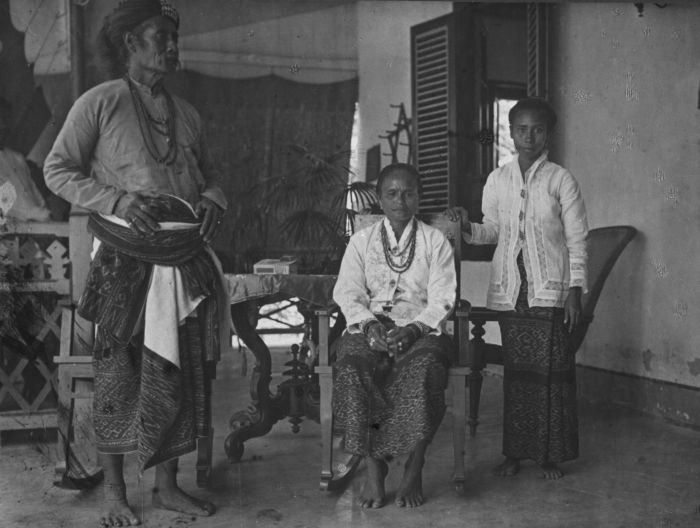
Раджа Исаак фон Бавен с двумя женщинами (17 сентября 1921 год)
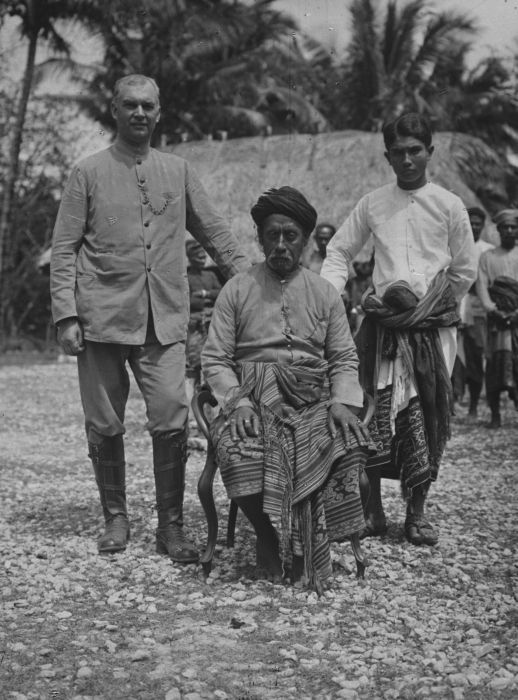
Раджа Исаак с голландским кронпринцем Александром 1921 год.